# Central Asháninka del Río Tambo
La Central Asháninka de Río Tambo (CART) es una organización indígena, creada el año 1980 en la cuenca del río Tambo ubicada en la selva central del Perú y con sede legal en la ciudad de Satipo, en la región Junín. Fue establecida con la finalidad de proteger el territorio, preservar de la identidad cultural de la comunidad Asháninka y trabajar incansablemente por lograr el reconocimiento en el entorno donde residen. En la actualidad, la CART reúne a 36 comunidades indígenas y 12 anexos que se encuentran en las orillas de los ríos. Estas comunidades son parte de la familia lingüística Arawak y ocupan un territorio donde residen los espíritus sagrados, conocidos como sheripiari y shipokantsi, quienes desempeñan el papel de sabios y mensajeros de Tatsorentsi. Además, cuentan con un profundo entendimiento y dominio del entorno forestal, y se dedican a educar sobre el concepto de kametsa asaike, que significa "buen vivir". Estos elementos son fundamentales para la identidad de la comunidad de la Central Asháninka de Río Tambo.